# Eddy Navia Dalence
Eddy Navia Dalence (né le 6 septembre 1949 à Potosí en Bolivie) est un musicien bolivien, virtuose du charango.

## Biographie
Il débute à 17 ans en tant que guitariste. À partir de 1972, il se consacre au charango.
Il fait partie du groupe Savia Andina avec Gerardo Arias et Óscar Castro. Il enregistre ses compositions : Faantasía altiplánica, Daaniela soledad, Danza del sicuri I, Copagira, Fiesta de Chayanta, Cumbre, Navegante del amor, Manantial de Ilusiones, Tajibo, Tacuaral, Alas blancas, Tiahuanacu Bluegrass, Primavera de Los Andes, Tierra de Vicuñas, El canto de la cascada, Danza del sicuri, Eco andino, Ocaso, Manantial de ilusiones.
Il fut le premier à interpréter de la musique classique avec le charango : La marche turque de Mozart.
Il reçoit des prix pour son interprétation de la musique bolivienne :
- Maestro del Charango, titre remis par la Sociedad Boliviana del Charango ;
- Oficialía Mayor de Cultura del Gobierno Municipal de La Paz au deuxième congrès des charanguistes à La Paz en 1997.

Voici ce qu'il dit du charango :
« Le charango est un instrument d'une grande noblesse. À mon avis, c'est une sorte de symbole du folklore bolivien, tant ses sonorités caractérisent notre pays. Par son adaptabilité, il peut tout aussi bien être l'interprète de la musique populaire que celui des compositeurs classiques. C'est pourquoi, je soutiens que le charengo est un apport de la Bolivie à la musique universelle. »